# کاپودیمونته، لاتزیو
کاپودیمونته، لاتزیو (انگلیسی: Capodimonte, Lazio) یک کومونه در استان ویتربو در منطقه ایتالیایی لاتزیو است.